# 誰が電気自動車を殺したか?
『誰が電気自動車を殺したか?』（だれがでんきじどうしゃをころしたか、原題: Who Killed the Electric Car?）は、2006年のドキュメンタリー映画である。
1990年前半に米国で発売された、GMの電気自動車、EV1を取り上げている。
2011年には、続編にあたる"Revenge of the Electric Car"が発表されている。同作品では、テスラ・ロードスターを開発したイーロン・マスクなどの電気自動車の開発者に焦点を当てている。

## 概要
かつて大きな注目を集めた電気自動車。カリフォルニア州は1996年から電気自動車の導入政策を始めたが、ある時期を境に電気自動車は市場から姿を消してしまった。果たして誰かの陰謀なのだろうか。
1990年、カリフォルニア州大気資源委員会（作中では｢カリフォルニア大気資源局｣と訳されている）のZEV規制（Zero-Emission Vehicle regulations）を受けて、GMは電気自動車EV1 650台を一般向けにリース販売を行ったが、ある日異変が起こる。そしてそれはGMに限った話ではなかった。同時期に電気自動車を世に出したフォード、トヨタ、ホンダも･･･。
2008年8月20日日本版DVD発売。

## スタッフ
- 監督：クリス・ペイン

## キャスト
- ナレーター：マーティン・シーン
- チェルシー・セクストン
- トム・ハンクス（アーカイブ映像出演）
- メル・ギブソン（アーカイブ映像出演）
- アーノルド・シュワルツェネッガー（アーカイブ映像出演）